# Демидов мост
Деми́дов мост — автодорожный чугунный арочный мост через канал Грибоедова в Адмиралтейском районе Санкт-Петербурга, соединяет Казанский и Спасский острова. Объект культурного наследия России федерального значения.

## Расположение
Мост пересекает канал по оси переулка Гривцова (ранее Демидов переулок). Выше по течению находится Каменный мост, ниже — Сенной мост. Ближайшие станции метрополитена (150 м) — «Садовая», «Сенная площадь», «Спасская».

## Название
Мост назван по Демидову переулку (ныне переулка Гривцова), в створе которого расположен. Первый мост, построенный на этом месте в 1739 году, назывался Малым Саарским, так как через него проходила дорога на Саарскую мызу (Царское село). Однако это название не употреблялось. В 1844 году по инициативе министра финансов Е. Ф. Канкрина мост стал называться Банковским в связи с расположением его вблизи здания Заёмного банка. В 1893—1894 годах городская дума рассматривала вопрос о переименовании моста (в том числе, в мост Пржевальского). Существующее название мост получил в 1895 году.

## История
К 1776 году здесь существовал деревянный мост. В 1834—1835 годах по проекту и под наблюдением инженера Е. А. Адама при участии П. П. Базена мост был перестроен в однопролётный арочный. По конструкции схож с остальными типовыми мостами из чугунных тюбингов (Зеленый мост, Певческий, Синий и другие). Конструктивные и декоративные элементы моста были изготовлены на Александровском казённом чугунолитейном заводе в Петербурге. Возможно, одним из авторов решётки перильного ограждения моста был А. И. Штакеншнейдер (её рисунок напоминает решётку, созданную архитектором для балкона здания Мариинского института).
В 1954—1955 годах при ремонте и реставрации моста восстановлены утраченные фонари, фонарные столбы, решётки и заменены повреждённые фасадные листы. Работы производились сотрудниками Государственных научно-реставрационных производственных мастерских Ленгорисполкома. Автор проекта реставрации — архитектор А. Л. Ротач. В 1969 году восстановлена позолота архитектурных деталей моста. 
В 1998—1999 годах проведён капитальный ремонт по проекту инженера института «Ленгипроинжпроект» В. В. Зайцева. В ходе работ выполнен ремонт устоев, устроен железобетонный разгружающий свод над чугунной частью моста, заменена гидроизоляции пролётных строений, заменены фасадные листы пролётного строения, отреставрировано перильное ограждение и торшеры. Строительство выполнило СУ-2 ЗАО «Трест Ленмостострой» под руководством главного инженера А. Б. Касаткина. Работы по реставрации перильного ограждения и торшеров производило ЗАО РПНЦ «Специалист».

## Конструкция
Мост однопролётный арочный. Пролётное строение состоит из 91 чугунной коробки, которые скреплены между собой болтами. Поверх чугунных арок устроен железобетонный бесшарнирный свод, воспринимающий нагрузку от движущегося транспорта. Опоры каменные на свайном основании, облицованы гранитом. Мост косой в плане, его продольная ось пересекает Екатерининский канал под углом 51°. Общая длина моста составляет 38,5 м, ширина — 16,09 м.
Мост предназначен для движения автотранспорта и пешеходов. Проезжая часть моста включает в себя 2 полосы для движения автотранспорта. Покрытие проезжей части — асфальтобетон, тротуары вымощены гранитными плитами. Тротуары отделены от проезжей части высоким гранитным парапетом. Перильное ограждение чугунное художественного литья, на устоях завершается гранитными парапетом. Орнамент решётки выполнен в виде пальметт (стилизованных веерообразных листьев). У въездов на мост на гранитных тумбах установлены торшеры с фонарями.

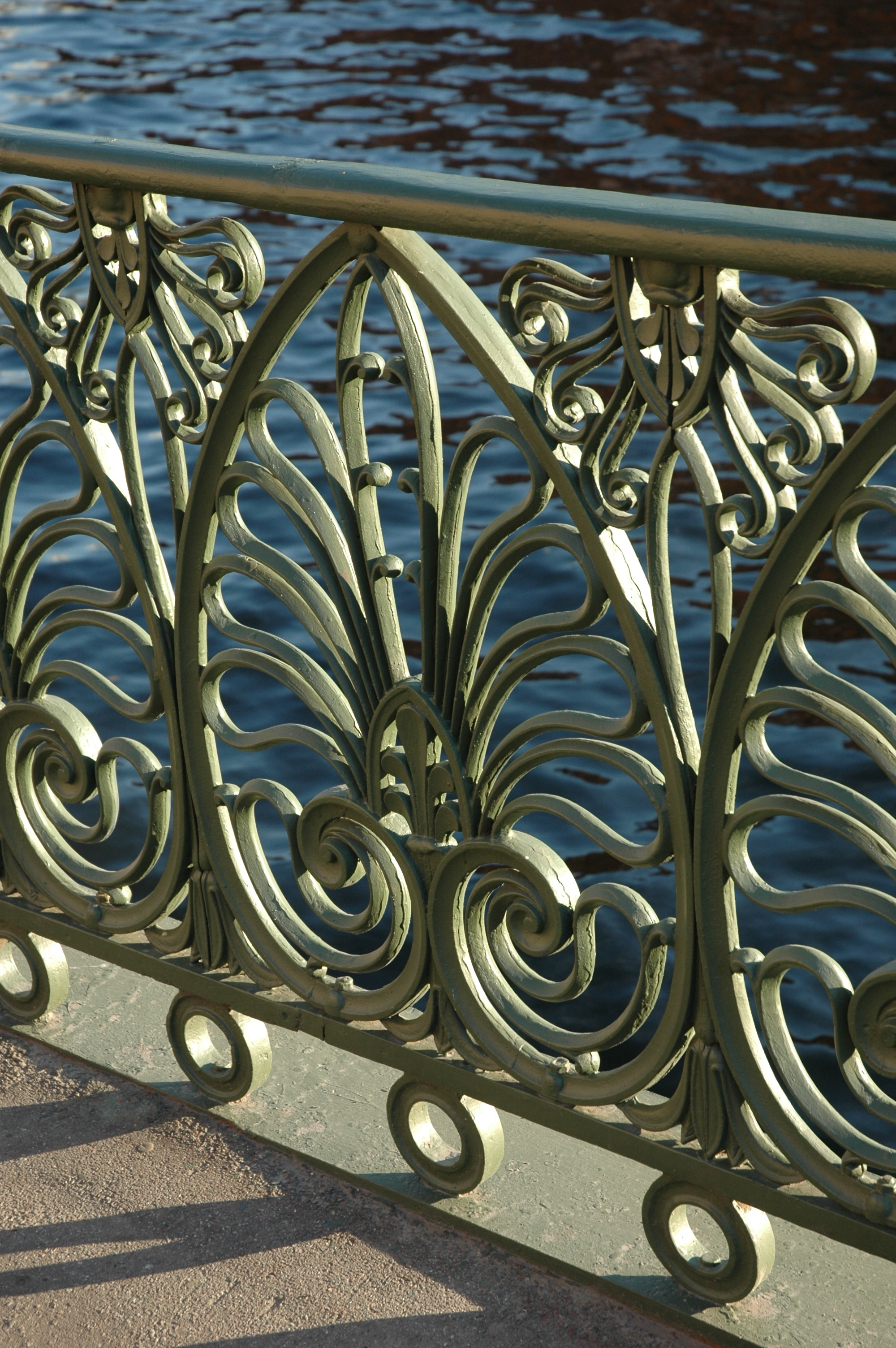
Перила моста
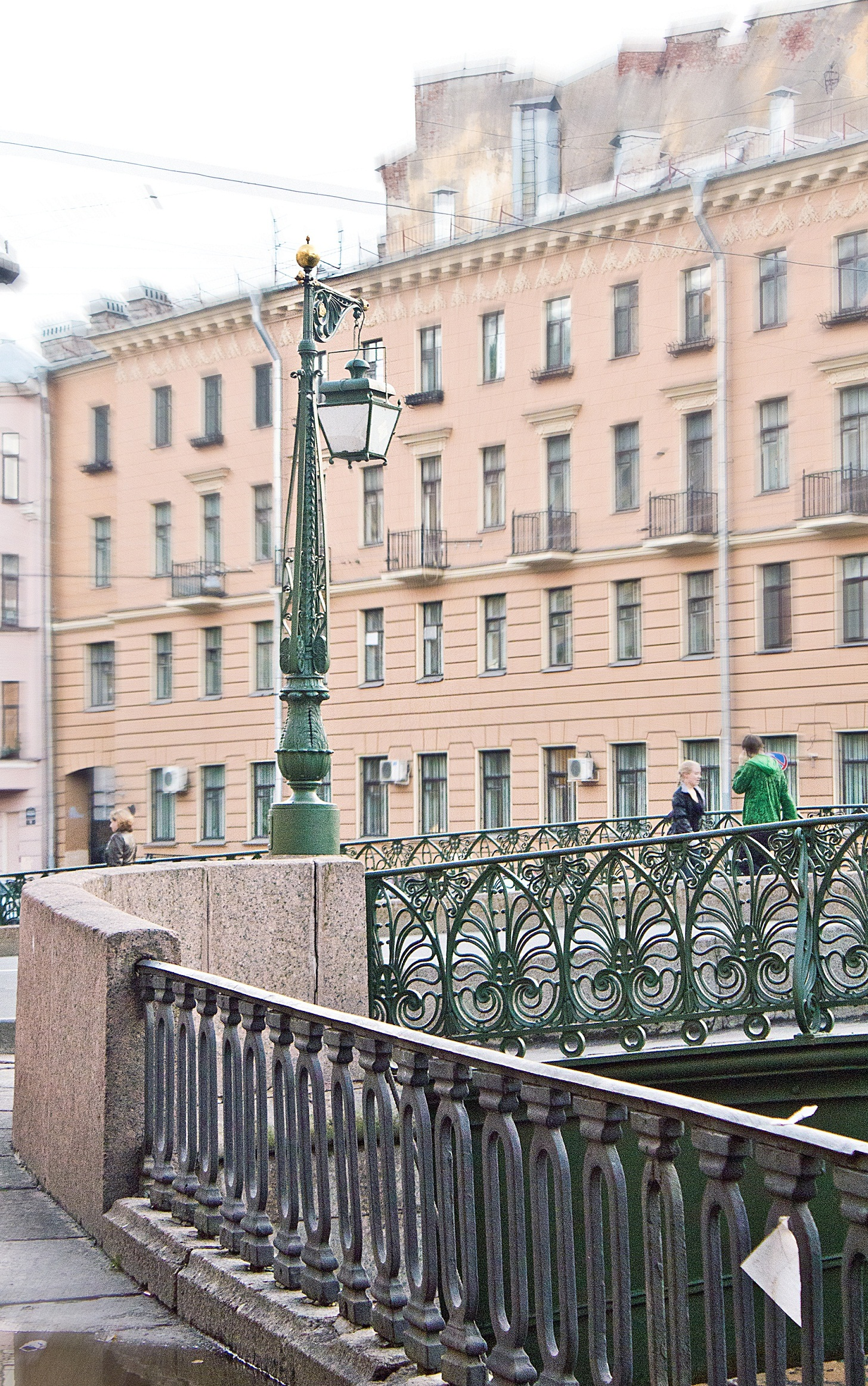
Торшер с фонарём